# Черный, Эмилий Вячеславович
Эмилий Вячеславович Черный (словац. Emil Černý ; 1840, Банска-Бистрица, Королевство Венгрия — не ранее 1911, Воскресенск, Московская губерния) — филолог-классик, педагог, автор пособий по  древнегреческому языку.

## Биография
Словак по происхождению, образование Черный получил в гимназии родного города Бистрицы и на философском факультете Венского университета — специализировался в классической филологии и сравнительном языкознании. По окончании университетского курса (1862) выдержал экзамен на звание учителя древних языков и до 1867 г. преподавал  в гимназиях Бистрицы и Левочи. В эти же годы выпустил первые грамматические пособия  Latinská mluvniса. Tvaroslovie (V Pešti, 1865) и Slovenska citanka pre gymnasia (I–II. Bystrica, 1865–66). Также активно публиковался  в местной периодике (под псевдонимами  Emil Pohronský,  Milko Emil Černý  и др.). В  1868 г. Черный как преподаватель древних языков был приглашен в Москву, где ненадолго занял должность  тутора и учителя греческого языка в Катковском лицее. С 1869 г. основным местом  его службы становится 3-я Московская гимназия. По выслуге 30 лет вышел в отставку .
Как и другие выпускники австрийских университетов, отличался хорошей подготовкой в области сравнительно-исторического языкознания, заинтересованно штудируя труды Г. Курциуса и  младограмматиков, Г. Нидерле,  Ф. Миклошича, А. Потебни и др. лингвистов. В номерах  Журнала Министерства народного просвещения  за 1876–1877 гг., основательнее ознакомившись с русским языком, Черный опубликовал обзор Об отношении видов русского глагола к греческим  временам. С правилами для перевода видов русского глагола на греческий язык (отдельное издание – СПб., 1877), включавший немало самостоятельных наблюдений. Основную известность Черному принёс многократно переиздававшийся курс древнегреческого языка, в котором он постарался отойти от практики «механического преподавания» классических языков. Пособие включало морфологическую и синтаксическую части (они издавались также отдельными томами и с несколько изменёнными заглавиями): Греческая грамматика гимназического курса. Ч. 1: Греческая этимология гимназического курса. По учебнику Э. Коха. С приспособлениями к употреблению в русских гимназиях и с прибавлением отделов об образовании слов и о греческих диалектах; Ч. 2: Греческий синтаксис гимназического курса, изложенный сравнительно с русским и латинским. 3-е изд. – М., 1883–1885. В синтаксической части Черный высказывал немало оригинальных суждений, вызывая уважение одних рецензентов (Ф.Е. Корш) и критические замечания других (С.И. Соболевский). Большинство рецензентов многочисленных изданий «Грамматики» Черного однако рассматривали её как один из лучших отечественных учебников в этом классе. И  редактор современного (12-го) издания курса Черного (Греческая грамматика : этимология, синтаксис. М., 2008)  Д.В. Бугай  называет его «по сей день наиболее полным и подробным руководством по древнегреческому языку в нашей стране» с уникальным опытом сравнительного  изложения греческого, латинского и славянского синтаксиса.
К базовому руководству Черного примыкали (также неоднократно дополнявшиеся «неутомимым в переработке своих трудов» автором) хрестоматии и словарь:  Книга упражнений по греческой этимологии по руководству П. Везенера (М., 1879),  Начальная греческая хрестоматия. Связные статьи греческие и русские, для упражнения в греческой этимологии. Ч. 1–2.  (М., 1890), Греческо-русский и русско-греческий словарь к «Начальной греческой хрестоматии» (М., 1890).
Выйдя в отставку,  Черный, по-видимому, жил в подмосковной усадьбе.  В предисловии к переработанному  для русского читателя  самоучителю по стенографии (Новая научная система русской стенографии: По основным началам                        Ф. Габельсбергера. Ч. 1–3. – М., 1912) упоминает в качестве своего  местожительства Железниково Воскресенского уезда.